# Eleições legislativas em Macau em 2013
As eleições legislativas em Macau em 2013 foram realizadas no dia 15 de Setembro de 2013 e tinha por objectivo a eleição de 26 deputados à Assembleia Legislativa de Macau (num total de 33 deputados), sendo 12 eleitos por sufrágio indirecto (isto é, por dirigentes das organizações ou associações locais representativas dos interesses dos vários sectores da sociedade que adquiriram personalidade jurídica há, pelo menos, sete anos, e que foram oficialmente registadas e regularmente recenseadas) e 14 por sufrágio universal directo (isto é, por todos os cidadãos recenseados, residentes permanentemente e maiores de 18 anos podem votar). Os restantes 7 deputados à Assembleia Legislativa não eram eleitos, mas sim nomeados pelo Chefe do Executivo de Macau.
Na parte das eleições por sufrágio directo foram participativas, com 151 881 cidadãos da Região Administrativa Especial de Macau (55.02% do total dos eleitores inscritos) a votarem.

## Regra da atribuição de mandatos
Nas eleições legislativas da RAEM, em ambos os sufrágios, "a conversão dos votos em mandatos faz-se de acordo com as seguintes regras: o número de votos obtidos por cada candidatura é dividido sucessivamente por 1, 2, 4, 8 e demais potências de 2 até se registar o número de mandatos a distribuir, sendo os quocientes alinhados pela ordem decrescente da sua grandeza numa série de tantos termos quantos os mandatos, prosseguindo o processo de divisão até se esgotarem todos os mandatos. Caso se verifiquem quocientes iguais na atribuição do último mandato, este é atribuído à lista que ainda não tenha obtido qualquer mandato ou, se tal não se verificar, o mandato será atribuído à candidatura que obtiver maior número de votos. No caso de se constatar empate no número de votos, o mandato é distribuído por sorteio".

## Resultados

### No sufrágio directo
Nestas eleições, existiu mais candidatos do que os 14 lugares reservados para os deputados eleitos por sufrágio directo, havendo por isso uma maior concorrência e participação popular, se bem que ainda longe dos padrões das sociedades democráticas ocidentais. Na lista a seguir, estão os resultados obtidos pelas 20 listas (pela sua ordem numérica saída do sorteio) que concorreram nas eleições directas de 2013:
| Número | Lista | Votos | %      | Mandatos | Deputados                                    | Plataforma |
| ------ | --- | ----- | ------ | -------- | -------------------------------------------- | --- |
| 1      | Nova União para Desenvolvimento de Macau                                                                           | 13093 | 8.94%  | 1        | Angela Leong On Kei                          | Pró-empresarial e sector do Jogo (STDM).                                                                                         |
| 2      | Liberais da Nova Macau                                                                                             | 3227  | 2.20%  | 0        |                                              | Pró-democrata; progressista liberal; juventude; direitos LGBT; um grupo/lista da Associação Novo Macau Democrático.              |
| 3      | Associação de Activismo para a Democracia                                                                          | 923   | 0.63%  | 0        |                                              | Pró-democrata (radical). |
| 4      | Associação de Promoção de Direitos dos Cidadãos                                                                    | 848   | 0.58%  | 0        |                                              | Reforma jurídica; sector profissional.                                                                                           |
| 5      | Associação de Novo Macau Democrático                                                                               | 8827  | 6.02%  | 1        | Au Kam San                                   | Pró-democrata; um grupo/lista da Associação Novo Macau Democrático.                                                              |
| 6      | União para o Desenvolvimento                                                                                       | 11960 | 8.16%  | 1        | Kwan Tsui Hang                               | Tradicional (pró-Pequim); Federação das Associações dos Operários de Macau (direitos/interesses laborais).                       |
| 7      | Observatório Cívico                                                                                                | 5225  | 3.57%  | 0        |                                              | Reformista. |
| 8      | União de Macau-Guangdong                                                                                           | 16251 | 11.09% | 2        | Mak Soi Kun; Zheng Anting                    | Pró-empresarial e comunidade originária de Jiangmen.                                                                             |
| 9      | Nova Esperança | 13130 | 8.96%  | 2        | José Maria Pereira Coutinho; Leong Veng Chai | Associação dos Trabalhadores da Função Pública de Macau; pró-democrata; direitos laborais; comunidade macaense/portuguesa local. |
| 10     | Associação para Promoção da Democracia, Liberdade, Direitos Humanos e Estado de Direito de Macau (Ideais de Macau) | 1006  | 0.69%  | 0        |                                              | Pró-democrata. |
| 11     | Associação Esforço Juntos para Melhorar a Comunidade                                                               | 2306  | 1.57%  | 0        |                                              | Assuntos comunitários e sociais (baseado na Doutrina Social da Igreja Católica).                                                 |
| 12     | Aliança Pr'a Mudança                                                                                               | 8755  | 5.98%  | 1        | Melinda Chan Mei Yi                          | Pró-empresarial; reforma pública; assuntos sociais.                                                                              |
| 13     | Associação dos Cidadãos Unidos de Macau                                                                            | 26426 | 18.04% | 3        | Chan Meng Kam; Si Ka Lon; Song Pek Kei       | Pró-empresarial (incluindo o sector do Jogo) e comunidade originária de Fujian.                                                  |
| 14     | União Promotora para o Progresso                                                                                   | 15815 | 10.79% | 2        | Ho Ion Sang; Wong Kit Cheng                  | Tradicional (pró-Pequim); União Geral das Associações dos Moradores de Macau (Kai Fong); Associação Geral das Mulheres de Macau. |
| 15     | Frente do Movimento Operário                                                                                       | 227   | 0.15%  | 0        |                                              | Movimento operário; direitos laborais.                                                                                           |
| 16     | Supervisão pela Classe Baixa                                                                                       | 368   | 0.25%  | 0        |                                              | Movimento operário; direitos laborais.                                                                                           |
| 17     | Aliança da Democracia de Sociedade                                                                                 | 179   | 0.12%  | 0        |                                              | Movimento operário; direitos laborais.                                                                                           |
| 18     | Ações inovadoras                                                                                                   | 1642  | 1.12%  | 0        |                                              | Pró-democrata; juventude; reformista                                                                                             |
| 19     | Associação de Próspero Macau Democrático                                                                           | 10987 | 7.50%  | 1        | António Ng Kuok Cheong                       | Pró-democrata; conservador, de influência católica ; um grupo/lista da Associação Novo Macau Democrático.                        |
| 20     | Cuidados para Macau                                                                                                | 5323  | 3.63%  | 0        |                                              | Assuntos sociais. |

Houve ainda 1083 votos em branco e 4280 votos nulos nestas eleições por sufrágio directo.

### No sufrágio indirecto
No sufrágio indirecto, o sistema eleitoral reserva 4 lugares para o sector industrial, comercial e financeiro (interesses empresariais); 3 lugares para o sector profissional (interesses profissionais); 2 lugares para o sector do trabalho (interesses laborais); outros 2 lugares para o sector cultural e desportivo (interesses culturais e desportivos); e 1 lugar para o sector dos serviços sociais e educacional (interesses assistenciais/sociais e educacionais). Cada sector de interesses possui o seu próprio colégio eleitoral, constituído por dirigentes das organizações ou associações locais (pessoas colectivas) que representam os interesses abrangidos por estes cinco sectores e que cumprem os requisitos legais necessários para terem capacidade eleitoral activa.
Como nestas eleições por sufrágio indirecto só houve uma lista única de candidatos a concorrer em cada um destes cinco sectores de interesses, todos eles acabaram por ser eleitos, não havendo por isso grande concorrência.
Na lista a seguir, estão mencionados os resultados eleitorais obtidos pelas 5 listas únicas, que originaram os 12 deputados eleitos indirectamente, segundo o seu sector de interesses:

#### Sector industrial, comercial e financeiro
A única lista que apresentou candidatos para este sector foi a União dos Interesses Empresariais de Macau, que ganhou com 701 votos (99.57%), num colégio eleitoral constituído por 2266 indivíduos com direito a voto (em representação de 103 pessoas colectivas diferentes), dos quais apenas 704 votaram. Assim, os 4 deputados eleitos em lista única foram:
- Ho Iat Seng
- Kou Hoi In
- Cheang Chi Keong
- José Chui Sai Peng

#### Sector profissional
A única lista que apresentou candidatos para este sector foi a União dos Interesses Profissionais de Macau, que ganhou com 441 votos (91.49%), num colégio eleitoral constituído por 1210 indivíduos com direito a voto (em representação de 55 pessoas colectivas diferentes), dos quais apenas 482 votaram. Assim, os 3 deputados eleitos em lista única foram:
- Chui Sai Cheong
- Leonel Alberto Alves
- Chan Iek Lap

#### Sector do trabalho
A única lista que apresentou candidatos para este sector foi a Comissão Conjunta da Candidatura das Associações de Empregados (apoiada pela Federação das Associações dos Operários de Macau), que ganhou com 769 votos (99.23%), num colégio eleitoral constituído por 1430 indivíduos com direito a voto (em representação de 65 pessoas colectivas diferentes), dos quais apenas 775 votaram. Assim, os 2 deputados eleitos em lista única foram:
- Lam Heong Sang
- Lei Cheng I

#### Sector cultural e desportivo
A única lista que apresentou candidatos para este sector foi a Associação União Cultural e Desportiva Excelente, que ganhou com 1166 votos (96.36%), num colégio eleitoral constituído por 7348 indivíduos com direito a voto (em representação de 334 pessoas colectivas diferentes), dos quais apenas 1210 votaram. Assim, os 2 deputados eleitos em lista única foram:
- Vitor Cheung Lup Kwan
- Chan Chak Mo

#### Sector dos serviços sociais e educacional
A única lista que apresentou candidatos para este sector foi a Associação de Promoção do Serviço Social e Educação, que ganhou com 1327 votos (98.30%), num colégio eleitoral constituído por 3564 indivíduos com direito a voto (em representação de 162 pessoas colectivas diferentes), dos quais apenas 1350 votaram. Assim, a única deputada eleita em lista única foi:
- Chan Hong

## Nomeações feitas pelo Chefe do Executivo
Os restantes 7 deputados foram nomeados pelo Chefe do Executivo de Macau, no dia 3 de Outubro de 2013, completando assim a nova composição da Assembleia Legislativa para a legislatura de 2013-2017. Os 7 deputados nomeados foram:
- Tsui Wai Kwan
- Tong Io Cheng
- Ma Chi Seng [nota 10]
- Vong Hin Fai
- Fong Chi Keong
- Lau Veng Seng
- Sio Chi Wai

## Interpretação dos resultados eleitorais
Nestas eleições por sufrágio directo, a Associação dos Cidadãos Unidos de Macau (ACUM), liderada por Chan Meng Kam, foi a grande vencedora, conseguindo eleger três deputados através de uma única lista, algo nunca antes alcançado por nenhuma formação política, desde que o método único de conversão dos votos em mandatos, utilizado em Macau (diferente do método de Hondt tradicional), fora adoptado em 1991.
Para além da vitória expressiva de ACUM, que obteve mais de 26 mil votos, uma outra vencedora foi a União de Macau-Guangdong (UMG), liderada por Mak Soi Kun, que, ao conquistar mais de 16 mil votos, tornou-se na segunda lista mais votada e, assim, assegurou dois deputados. Nas eleições de 2009, a UMG apenas assegurou a eleição de um deputado (Mak Soi Kun).
Uma outra vencedora foi a União Promotora para o Progresso (UPP), liderada por Ho Ion Sang, que conseguiu eleger dois deputados, recuperando assim o assento perdido nas eleições de 2009, quando a UPP só assegurou a eleição de um deputado. A Nova Esperança, liderada por José Maria Pereira Coutinho, também pôde clamar vitória, porque conseguiu, pela primeira vez, eleger dois deputados, realizando assim uma antiga ambição do seu líder e cabeça-de-lista, que já era deputado desde 2005.
Os grandes derrotados nestas eleições foram a União para o Desenvolvimento (UPD), liderada por Kwan Tsui Hang, e a Associação Novo Macau Democrático (ANMD), que se desdobrou em três listas diferentes, cada uma liderada respectivamente por Jason Chao Teng Hei, Au Kam San e António Ng Kuok Cheong. A UPD perdeu quase metade do seu eleitorado, passando de 21 mil votos (em 2009) para cerca de 12 mil votos (em 2013), perdendo assim um deputado e assegurando apenas a re-eleição da sua líder e cabeça-de-lista. Mas, mesmo assim, a Federação das Associações dos Operários de Macau, que apoia a UPD, continuou a ser uma força política considerável na legislatura de 2013-2017, já que dispôs de um grupo parlamentar constituído por 3 deputados (um eleito por sufrágio directo e dois por sufrágio indirecto, pelo sector do trabalho).
A Associação Novo Macau Democrático (ANMD), que conseguiu eleger três deputados em 2009 através de duas listas separadas, não conseguiu, com as suas três listas, repetir o sucesso eleitoral de 2009 e viu a sua votação descer de 27 mil para apenas 23 mil votos (uma redução de cerca de 4 mil votos), perdendo assim um deputado (Paul Chan Wai Chi). A ANMD apenas conseguiu a re-eleição de Ng Kuok Cheong e Au Kam San, os dois deputados veteranos desta associação pró-democrata.